# نقرة بكرية
النقرة البكرية (بالإنجليزية: Trochlear fovea)‏ هي انخفاض قرب الجزء الأنفي للجزء الداخلي للعظم الجبهي، تربط البكرة الغضروفية للعضلة المائلة العلوية.